# 雷氏腹囊海龍
雷氏腹囊海龍（学名：Microphis retzii），為輻鰭魚綱棘背魚目海龍魚科的其中一種，分布於亞洲及大洋洲，包括日本、印尼、菲律賓、巴布亞紐幾內亞、東帝汶、新喀里多尼亞、薩摩亞、索羅門群島等淡水流域，體長可達14.5公分，棲息在淡水溪流，卵胎生。